# Trönninge BK

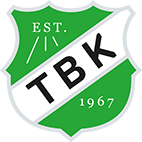

Trönninge BK, förkortat TBK är en fotbollsklubb i Varbergs kommun, Hallands län. Klubben bildades 1967 i tätorten Trönninge, som är belägen cirka 5 km öster om centralorten. 

Från och med 2019 bedriver föreningen huvudsakligen fotbollsverksamhet för barn och ungdomar. Verksamheten bedrivs på Håstens IP där även klubbstugan ligger.
Klubbfärgerna är grönt och vitt. 

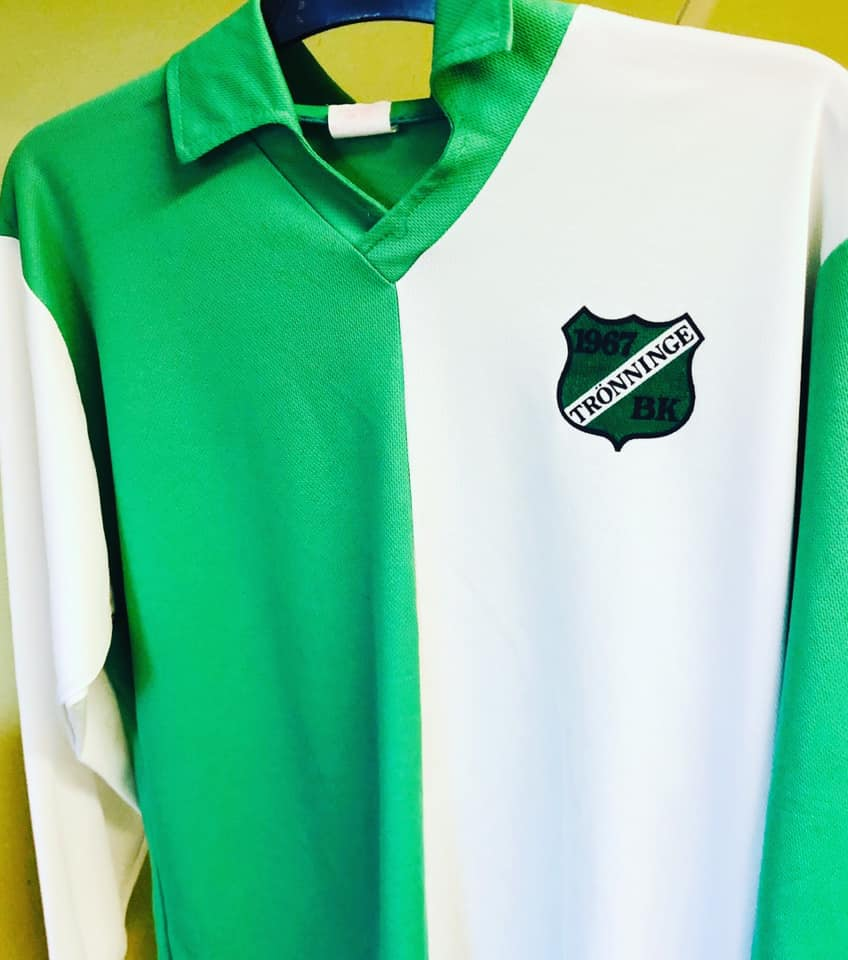
TBK:s klassiska tröja

Föreningen har 2021 250 st medlemmar där mer än 90 % är barn och ungdomar.

## Historia
Föreningen bildades 1967.
Klubbens färger och dräkter är inspirerade av Feyenoord och deras reservställ som under 60-talet var grönt och vitt. 

### Ordförande
-2018 Daniel Jäverbo

2019- Jens Keller

### Hedersmedlemmar
Kjell Jäverbo 
Ingmar Bengtsson